# دمع دموي

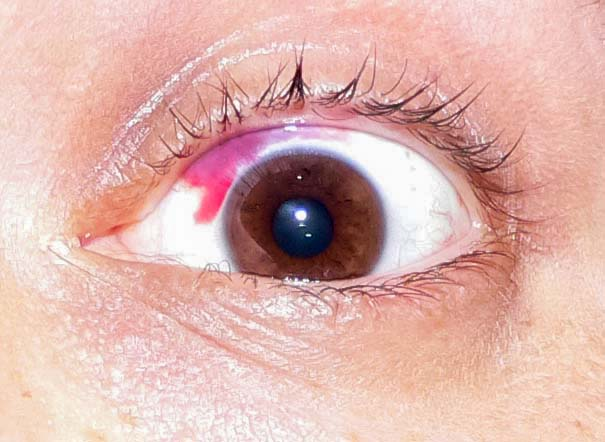
نزيف العين

الدمع الدموي أو الهايمولاكريا (بالإنجليزية: Haemolacria) هي حالة فيزيائية تتسبب في إدماع الشخص دموعا ممزوجة جزئيًا بدماء، يمكن أن تظهر الحالة بإدماع الشخص دمًا فعليًا، وليس مجرد دموع آخذة لونًا أحمر.
هايمولاكريا هو عرض من عدة أمراض، ويمكن أيضًا أن تدل على وجود ورم في الجهاز الدمعى، وغالباً ما تظهر بسبب آثار العوامل المحلية مثل التهاب الملتحمة، أو ضرر بيئى أو إصابات.
يمكن أن تحدث حالة هايمولاكريا حادة على المرأة المخصبة والتي تسببها الهرمونات كما يبدو.
- كالينفو إنمان، 15، يمسح دموعه المدمية 3 مرات باليوم.[4]
- رشيدة خاتون، من الهند، يمكن أن تبكى دماً حتى 5 مرات باليوم، ويغمى عليها حتى في كل مرة تمسح فيها دموعها.[5]

## أنظر أيضا
- تعرق مدمي
- فرط التعرق